# 吕宋软头鳕
吕宋软头鳕（学名：Malacocephalus luzonensis）为长尾鳕科软首鳕属的鱼类。其种加词“luzonensis”意为“菲律宾吕宋岛的”。分布于吕宋岛南部及东部外海以及南中国海东部等，属于生活于水深314.6-493.8米底层鱼类。该物种的模式产地在吕宋岛。